# NGC 5791

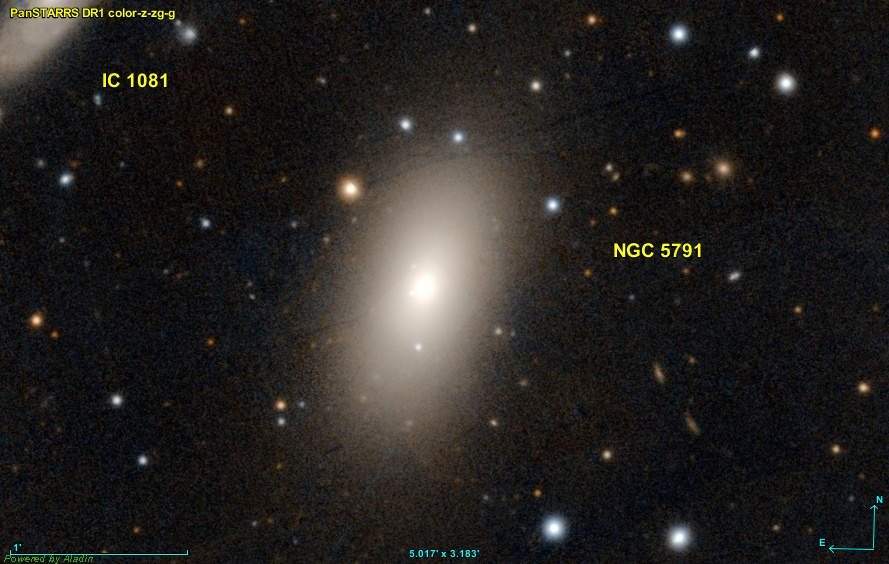
Imagem da galáxia ao centro
(imagem criada utilizando o software Aladin Sky Atlas do Centro de Dados Astronômicos de Estrasburgo)

NGC 5791 é uma galáxia elíptica (E6) localizada na direcção da constelação de Libra. Possui uma declinação de -19° 16' 01" e uma ascensão recta de 14 horas, 58 minutos e 46,0 segundos.
A galáxia NGC 5791 foi descoberta em 19 de Maio de 1787 por William Herschel.